# Aristide Guarneri
Aristide Guarneri (født 7. marts 1938 i Cremona, Italien) er en italiensk tidligere fodboldspiller (forsvarer) og -træner.
Guarneri blev europamester med Italiens landshold ved EM 1968 på hjemmebane, og spillede to af italienernes tre kampe i turneringen. I alt nåede han at spille 21 kampe for landsholdet, hvori han scorede ét mål. Han deltog også ved VM 1966 i England.
På klubplan spillede Guarneri hele karrieren i hjemlandet, hvor han blandt andet tilbragte 10 år hos Inter. Han vandt tre italienske mesterskaber og to udgaver af både Mesterholdenes Europa Cup og Intercontinental Cup med klubben.

## Titler
Serie A
- 1963, 1965 og 1966 med Inter

Mesterholdenes Europa Cup
- 1964 og 1965 med Inter

Intercontinental Cup
- 1964 og 1965 med Inter

EM
- 1968 med Italien